# Büchen (Amt)
Büchen é uma associação municipal da Alemanha do estado de Schleswig-Holstein, distrito de Lauenburg.

## Municípios Associados
- (população)

| 1. Besenthal (75) 2. Bröthen (274) 3. Büchen (5,515) 4. Fitzen (361) 5. Göttin (55) 6. Gudow (1,652) 7. Güster (1,190) 8. Klein Pampau (647) | 1. Langenlehsten (157) 2. Müssen (942) 3. Roseburg (509) 4. Schulendorf (452) 5. Siebeneichen (259) 6. Tramm (335) 7. Witzeeze (917) |